# Джеймс, Андреа
Андреа Джеймс (англ. Andrea James, род. 16 января 1967 года, США) — американская кинематографистка и активистка движения за права ЛГБТ. Джеймс выросла в Индиане и получила образование в колледже Вабаш и Чикагском университете. После колледжа Джеймс работала в Чикаго десять лет. В 1996 году она создала сайт «Transsexual Road Map», позднее — «HairFacts» и «HairTell». Джеймс писала для Boing Boing, The Advocate, The Huffington Post и The Atlantic. Джеймс переехала в Лос-Анджелес в 2003 году и основала Deep Stealth Productions с автором и актрисой Кальпурния Аддамс. Они участвовали в создании первой постановки пьесы «Монологов вагины» Ив Энслер с полностью трасгендерными участниками. Затем она появилась в «Трансамерика» в 2005 году и обучала кинозвезду Фелисити Хаффман. Она работала с другими трансгендерными женщинами, включая Линн Конвей и Дейдра Макклоски, чтобы остановить эксплуатацию транссексуальных людей академическим сообществом.
Джеймс написала или выступила соавтором несколько книг, в том числе автобиографии «Марк 947» Кальпурнии Аддамс, автобиографии 2007 года «Фоломоло» Вероники Ренар, книги самопомощи «Trans Bodies, Trans Selves» (2014), и пародией на книгу самопомощи «Suck Less» Уильям Беллы. Она сотрудничала с Диной Торнтон в качестве соредактора антологии «Письма для моих сестер» (2014). Она снималась для фотоальбомов «Vagina Warriors» Ив Энслер и Джойс Теннисон и «World According to Wonder» от World of Wonder, «Facial Feminization Surgery» Дугласа Оустерхаута и «51 %: женщины и Будущее политики» Терри Спар Нельсона.
Джеймс работала с социальными сетями, такими как Facebook, над моделями контента и общественными стандартами. В 2016 году она работала с Tinder над внедрением гендерных опций. В 2014 году она срежиссировала комедию «Alec Mapa: Baby Daddy» с Алеком Мапой в главной роли. В 2016 году она участвовала в обсуждении гендерной идентичности Intelligence Squared, которое было снято в Сиднее для BBC World News. Она была продюсером документального фильма «гендерная революция» 2017 года с Кэти Курик.